# Suturuocha
La Suturuocha (in russo Сутуруоха?; in lingua sacha: Сутуруоха) è un fiume della Siberia Orientale, affluente di sinistra dell'Indigirka. Scorre nella Sacha-Jacuzia.
Ha origine dall'omonimo lago Suturuocha a sud delle Alture Polousnyj e scorre in direzione meridionale. La lunghezza del fiume è di 172 km, l'area del bacino è di 2 670 km². Sfocia nell'Indigirka a 578 km dalla foce, presso il villaggio omonimo e la località di Belaja Gora che si trova sulla sponda opposta. Il suo maggior affluente, proveniente da destra è il Sala (lungo 110 km).